# روژه بوسینو
روژه بوسینو (به فرانسوی: Roger Boussinot) نویسنده، منتقد، مورخ و کارگردان قرن بیستم میلادی اهل فرانسه بود.